# Liste der Straßen und Plätze in Kiel
In dieser Liste sind die Namen der Straßen und Plätze der schleswig-holsteinischen Landeshauptstadt Kiel aufgeführt. Aktuell gültige Straßenbezeichnungen sind in Fettschrift angegeben.
Nicht mehr existierende Straßen (Umbenennung oder Aufhebung) sind durch * gekennzeichnet. Außerdem ist der Stadtteil bzw. sind die Stadtteile aufgeführt in der bzw. in denen die Straße liegt. Das Jahr der Namensgebung und kurze Erklärungen zu den Straßennamen ergänzen die Liste.
Aufgrund der großen Anzahl der Kieler Straßennamen ist die Liste in alphabetisch sortierte Unterlisten aufgeteilt.

## Geschichte

### Mittelalter
Bereits bei der Stadtgründung im Jahr 1242 wurde der Alte Markt und die folgenden heute noch vorhandenen Straßen in der Altstadt angelegt (Karte)
- Dänische Straße,
- Flämische Straße,
- Haßstraße,
- Holstenstraße (hieß bis zum 15. Jahrhundert Brückenstraße),
- Kehdenstraße,
- Küterstraße,
- Pfaffenstraße,
- Schloßstraße (ehemals Burgstraße) und
- Schuhmacherstraße.

Nicht mehr dabei ist die Fischerstraße vormals Ritterstraße, die ebenfalls im Jahr 1242 angelegt wurde. Diese Straße ist letztmals auf dem Stadtplan von 1970 zu finden. Sie wurde mit dem NDR-Gebäude überbaut.
Zum heutigen Kiel gehören Stadtteile – Dörfer vor der Eingemeindung – in denen und durch die schon Straßen (Wege) vor dem Jahr 1242 angelegt wurden.
- Holtenauer Straße

Die von der Brunswik nämlich über Wik und Holtenau in den Dänischen Wohld führende Landstraße (die heutige Holtenauer- und Prinz-Heinrich-Straße) ist, wie die genannten Dörfer, um einige Jahrzehnte älter als die Stadt und hieß schon im 13. Jahrhundert Der dänische Weg (via danica).

### 18. Jahrhundert
Bei vielen Straßen in der „Liste von Straßen und Plätzen in Kiel/*“ erscheint der nachfolgende Text:
„1789 noch ohne Namen auf der Topographisch Militärischen Charte des Herzogtums Holstein (1789–1796) Nr.xx von Major Gustav Adolf von Varendorf eingezeichnet“.

#### Ausschnitte aus den Karten Nr. 10, 11, 21, 22
In den Jahren 1789 bis 1796 sind diese Karten unter der Direktion des Majors Gustav Adolf von Varendorf durch Offiziere des Schleswigschen Infanterieregiments erstellt worden.
|  |  |
|  |  |
|  |  |
|  |  |

## Namensherkünfte
Straßennamen in Kiel sind, wie die anderer Städte, eine Mischung aus Benennungen
- nach alten Flurnamen, z. B. Achterkamp

- nach Orten in der Region, z. B. Achterwehrer Straße

- nach Persönlichkeiten mit Bezug zur Stadt oder von nationaler/internationaler Bedeutung, z. B. Adolf-Westphal-Straße

- nach historisch verbürgten und legendären Personen, z. B. Albert-Schweitzer-Weg

- nach Pflanzen und Tieren, z. B. Ahornweg

Erwähnenswert sind „Namensnester“ wie
- Stadtteil Mettenhof, hier sind (fast) sämtliche Straßen nach Begriffen, die in Beziehung zu den Nordischen Ländern stehen, benannt worden.
  - nach Städten: Aalborgring, Bergenring, Helsinkistraße, …
  - nach Inseln: Bornholmer Weg, Fanöweg, Gotlandwinkel, …
  - nach Personen: Astrid-Lindgren-Weg, Hedinweg, Holbergpfad, …
- Stadtteil Suchsdorf: hier sind, abgesehen von den historischen Straßennamen
  - im Bereich der Erschließung der 1950er Jahre nahezu ausschließlich Namen von einheimischen Gehölzen wie Ahorn- oder Birkenweg,
  - im Bereich der Erschließung der 1960er Jahre ausschließlich Namen der deutschen Ostseeinseln wie Rügenweg oder Fehmarnwinkel, welche von der Eckernförder Straße über die Ostseestraße erschlossen werden, sowie
  - der schleswig-holsteinischen Nordseeinseln sowie Halligen wie Sylter Bogen, Amrumring oder Hoogewinkel, welche in erheblichem Umfang von der Nordseestraße aus erschlossen werden,

vergeben worden.
Die Trennung zwischen den „Erschließungsbereichen“ in Suchsdorf erfolgt weitgehend durch die Eckernförder Straße (ehem. B76)
- Wohngebiet in Kiel-Schilksee, hier sind sämtliche Straßen nach Begriffen, die in Beziehung zur See stehen, benannt worden. (Ausnahme: Stubbekredder und Langenfelde) – siehe Karte
  - nach Tieren: Albatrosstraße, Pinguinweg, Seehundweg, …
  - nach Segelschiffen: Pamirstraße, Passatstraße, Priwallstraße, …
  - nach Schiffsteilen: Fallreep, Jakobsleiter, Reling, …
  - nach Personen: Graf-Luckner-Straße, Piratenpfad, Skipperweg.
- Stadtteil Elmschenhagen, viele Straßennamen mit Bezug zu Süddeutschland, Österreich und dem Sudetenland.
- Stadtteil Russee, Straßennamen in Beziehung zu Berlin.
- Maritimes Viertel in Kiel-Wik, hier stehen die meisten Straßennamen in Beziehung zu Ostdeutschland.
- Stadtteil Pries hat viele Straßen mit namhaften schleswig-holsteinischen Schriftstellern, Dichtern oder von großen deutschen Komponisten.
- Stadtteil Schreventeich, Straßennamen nach großen deutschen Dichtern und Philosophen.

## Schreibweise
Die Landeshauptstadt Kiel hält sich in aller Regel an die vom Duden-Verlag herausgegebenen Richtlinien zur Schreibweise von Straßennamen.
Folgende Regeln sind von Bedeutung:
Groß- und Kleinschreibung
Das erste Wort und alle Adjektive und Zahlwörter werden großgeschrieben, Artikel, Präpositionen und Konjunktionen klein.
Beispiele: Achter de Kark, Am Grünen Berg
Getrennt- und Zusammenschreibung
1. Straßennamen die aus einem Substantiv (beziehungsweise einem Namen) und einem für Straßennamen typischen Grundwort wie z. B. Straße, Allee, Weg oder Platz bestehen, werden zusammengeschrieben.
Beispiele: Königsweg, Hofholzallee
2. Straßennamen, deren erster Bestandteil ein ungebeugtes Adjektiv ist, werden zusammengeschrieben.
Beispiele: Hochstraße, Oberstraße
3. Straßennamen, deren erster Bestandteil ein gebeugtes Adjektiv ist, werden getrennt geschrieben.
Beispiele: Alter Kirchweg, Lange Reihe
4. Straßennamen mit adjektivischen Ableitungen auf -er von Orts- und Ländernamen werden getrennt geschrieben.
Beispiele: Achterwehrer Straße oder Holtenauer Straße

Mehrteilige Namen
Straßennamen, bei denen das Grundwort mit einem mehrteiligen Namen zusammengesetzt ist, werden mit Bindestrichen geschrieben.
Beispiele: Adolf-Westphal-Straße, Albert-Schweitzer-Weg

## Kurioses
Am Kleinen Kiel, direkt neben dem Justizministerium des Landes Schleswig-Holstein und in der Nähe des alten Kieler Rathauses, trägt ein Fußweg den Namen Beamtenlaufbahn; auch ein Philosophengang ist am Kleinen Kiel zu finden. Nahe dem ehemaligen Finanzamt Kiel-Süd findet sich die Schröpfecke. Im Stadtteil Mettenhof gibt es einen Wikingerbummel; in Düsternbrook führt die Himmelsleiter zum Standort der früheren Kieler Sternwarte. Im Stadtteil Südfriedhof schließlich benennt ein Fußweg seine eigene Lage als Achter de Kark (nds. hinter der Kirche).